# Feliks Paździorek
Feliks Paździorek (ur. 26 maja 1874 w Pszczewie, zm. 24 marca 1955 tamże) – jeden z głównych działaczy polonijnych w Pszczewie, był prezesem lokalnego koła Rodła oraz pierwszym i ostatnim powojennym burmistrzem Pszczewa aż do utraty praw miejskich przez miejscowość 31 sierpnia 1945.

## Życiorys
Był synem szewca z Pszczewa, Stanisława i Moniki z domu Gładysz, gospodyni domowej. Był starszym bratem Ignacego, który także działał w polskim ruchu narodowym. W młodości ukończył szkołę podstawową w Pszczewie i uczył się zawodu szewca od ojca. Po zdaniu egzaminów został mistrzem szewskim i otworzył własny warsztat. Od 1901 należał do Towarzystwa Robotników Polskich w Pszczewie, będąc przez pewien okres skarbnikiem. Był również kontrolerem a następnie, tak jak wcześniej jego ojciec, kasjerem. Funkcję tę pełnił do likwidacji banku przez władze niemieckie 2 kwietnia 1940 roku. W czasie powstania wielkopolskiego agitował za niepodległą Polską biorąc następnie udział w akcji protestacyjnej na rzecz przyłączenia Pszczewa i okolic do Polski, i nakłaniając polskich komisarzy Andrzejewskiego i hr. Mielżyńskiego do obrony interesów polskiej ludności Pszczewa. W sierpniu 1919 roku wraz z Ludwikiem Wittchenem oraz Kazimierzem Kowalskim przedłożył przybyłej do Pszczewa delegacji Międzynarodowej Komisji Granicznej memoriał i protest przeciwko pozostawieniu Pszczewa w granicach Niemiec. Starania te nie przyniosły skutku.
Od 1923 roku Feliks Paździorek brał aktywny udział w działalności pszczewskiego koła Związku Polaków w Niemczech, którego był współzałożycielem. Na krótko przed końcem wojny został prezesem koła (po Albinie Pujanku) i pełnił tę funkcję do wybuchy II wojny światowej. Opiekował się pszczewskim Towarzystwem Młodzieży Polskiej, w którym działała także jego córka, a którego prezesem był Bronisław Pujanek zaś sekretarzem Waleria Misiewicz z Szarcza. Bracia Paździorkowie działali na rzecz polskiego czytelnictwa sprowadzając książki i czasopisma z Poznania. Feliks był mężem zaufania Polskiej Partii Ludowej i współpracował z ks. dr Bolesławem Domańskim. Zasiadł też w radzie miejskiej.
Feliks Paździorek zasłynął walką o szkołę polską w Pszczewie. Do jej powstania nie dopuściły jednak władze niemieckie. Szczególnie ostro agitował przeciwko polskiej szkole niemiecki nauczyciel w Szarczu.
Po wybuchu II wojny światowej władze niemieckie skonfiskowały majątek Paździorka i zamknęły jego warsztat, jego samego wysyłając na półroczne przymusowe roboty. Jego brata, Ignacego hitlerowcy wysłali do obozu koncentracyjnego w Oranienburgu. Feliks z powodu choroby nerek uniknął obozu i powrócił do Pszczewa gdzie spędził resztę wojny. W styczniu 1945 roku został mianowany przez nowe władze burmistrzem Pszczewa. Zmarł 24 marca 1955 roku w Pszczewie, gdzie został pochowany.